# Terrebonne Parish
Terrebonne Parish is een parish in de Amerikaanse staat Louisiana.
De parish heeft een landoppervlakte van 3.250 km² en telt 104.503 inwoners (volkstelling 2000). De hoofdplaats is Houma. Ze grenst in het westen aan St. Mary Parish, in het noorden aan Assumption Parish, in het oosten aan Lafourche Parish en in het zuiden aan de Golf van Mexico. Het is een van de 22 parishes die samen Acadiana of Cajun Country vormen.

## Bevolkingsontwikkeling

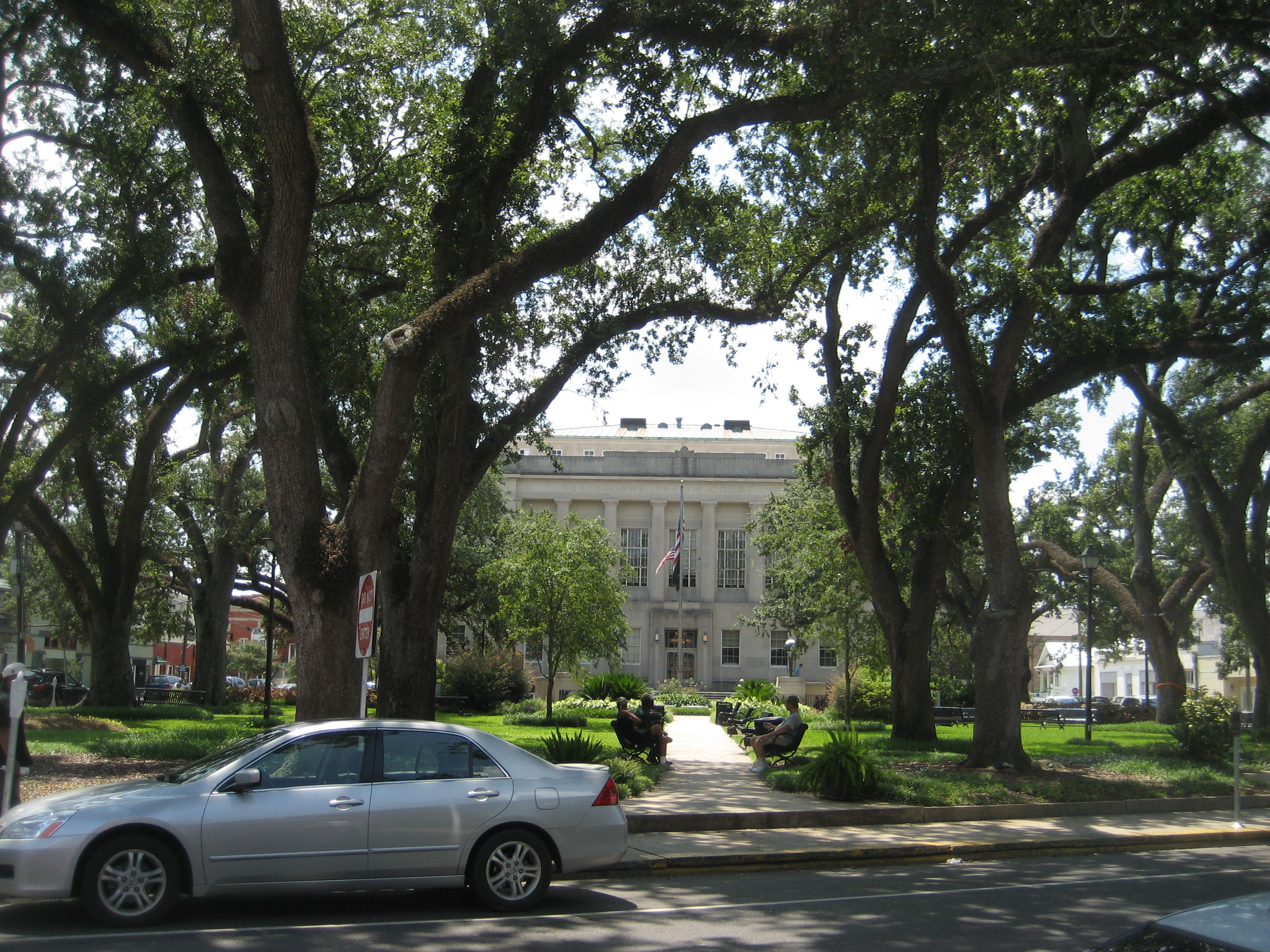
Terrebonne Parish Courthouse